# Nicolás Freire
Nicolás Ramón Freire González (Lima, 10 de septiembre de 1808 - ibídem, 1 de noviembre de 1887) fue un militar y político peruano. Fue ministro de Guerra y Marina en diversos periodos, y Presidente del Consejo de Ministros de 1875 a 1876, en el gobierno de Manuel Pardo y Lavalle.

## Biografía
Nació en la capital del virreinato peruano como hijo de José Ignacio Freire Serrano, hermano del general chileno Ramón Freire —quien fue director supremo y presidente de Chile—, y de Rosa González.
Habiendo fallecido su progenitor cuando él era niño, se trasladó con su madre a Santiago, donde estudió en la Academia Militar y actuó en el ejército chileno entre 1823 y 1829, llegando a ostentar el grado de teniente de ingenieros. Participó en la campaña de Chiloé y se distinguió en el combate de Bellavista contra las fuerzas realistas del gobernador Antonio Quintanilla.
Bajo las órdenes de su tío, el general Ramón Freire, hizo la campaña contra los pelucones en 1830. Estuvo presente en la batalla de Lircay y, tras la derrota, viajó de regreso al Perú siempre acompañando a su tío Ramón que había sido desterrado por el gobierno de José Joaquín Prieto.
De vuelta en su tierra natal, sirvió en el ejército peruano desde 1834. Durante la Guerra contra la Confederación Perú-Boliviana, formó parte de la expedición que, bajo el mando del general José Trinidad Morán, capturó las islas Juan Fernández el 14 de noviembre de 1837 con la intención de liberar al general Ramón Freire, aliado político del protector Andrés de Santa Cruz, que tras un fracasado intento revolucionario había sido confinado en las prisiones de la isla tras correr el riesgo de ser condenado a muerte por el gobierno chileno. Freire, sin embargo, ya había sido trasladado al puerto de Jackson cerca de Sídney (Australia), donde permaneció en el exilio hasta 1842. 
Tras la caída de la Confederación peruano-boliviana, permaneció en el Perú sirviendo a los gobiernos de la Restauración. En 1848 fue ascendido a coronel y al año siguiente pasó a ser prefecto del departamento de La Libertad. Estando en ese cargo, no supo contener la rebelión de los esclavos de las haciendas que colindaban con Trujillo, los cuales llegaron a ocupar dicha ciudad. Fue necesario que llegaran tropas desde Lima para dominar la revuelta.
De 1849 a 1853 se desempeñó como cónsul del Perú en Chile, debiendo ahí enfrentar la muerte de su tío Ramón en 1851. Luego retornó al Perú y retomó su carrera militar en el ejército peruano. Nombrado oficial mayor del Ministerio de Guerra, accidentalmente llegó a ser el titular de dicho despacho, en 1856. Durante la guerra civil de 1856-1858, se mantuvo leal al gobierno de Ramón Castilla. Al frente de una división de 3000 hombres marchó a Moquegua para debelar la rebelión de Manuel Ignacio de Vivanco, pero fue derrotado al pie del Cerro Gordo, cerca de Yumina. Se retiró a Tacna y desde allí apoyó a Castilla en la toma de Arequipa, que puso fin a la guerra civil.
Ascendido a general de brigada, fue nombrado prefecto y comandante general del departamento de Lima. Se encargó interinamente del Ministerio de Guerra, entre 1859 y 1860, cuando el presidente Castilla y su ministro de Guerra, general Juan Antonio Pezet, marcharon a la campaña del Ecuador. Pasó luego a ser prefecto del Callao (1860) y, por tercera vez, ministro de Guerra (1861-1862).
Al cesar su función ministerial, se planteó en el Congreso una acusación constitucional en su contra, por dar ascensos inconsultos y por otorgar un sobre de sueldo a los cirujanos del Ejército y la Marina. Sin embargo, el pedido de acusación no prosperó.
En 1864 fue elegido senador por Cajamarca. Durante el gobierno de Juan Antonio Pezet, apoyó la política de este mandatario en torno al problema suscitado por los actos agresivos de la Escuadra Española del Pacífico y se ofreció de mediador, entre el gobierno y sus opositores, para forjar la unidad nacional. Triunfante la revolución nacionalista de 1865, apoyó los preparativos militares contra España, que culminaron con el combate del Callao del 2 de mayo de 1866. Luego fue presidente de la Comisión Calificadora de Servicios Militares, miembro del Consejo de Guerra de Oficiales Generales, prefecto de Moquegua, comandante general de artillería e inspector general del ejército.
Durante el gobierno del presidente Manuel Pardo y Lavalle, volvió a ser ministro de Guerra y Marina, el 4 de septiembre de 1872. Acompañó al presidente en su viaje al sur para combatir la rebelión de Nicolás de Piérola (la llamada Expedición del Talismán). Sin abandonar el portafolio de Guerra, el 1 de febrero de 1875 asumió la presidencia del Consejo de Ministros, siendo este el último de los gabinetes de Pardo, hasta el fin de su gobierno, el 2 de agosto de 1876.
Retirado a la vida privada, falleció en Lima el 1 de noviembre de 1887.